# Юліян (Пелеш)
Юліян Пелеш, іноді Юліан Пелеш (пол. Julian Pełesz; 3 січня 1843, с. Смерековець — 22 квітня 1896, Перемишль) — український греко-католицький церковний діяч і богослов, перший єпископ Станиславівський (1885—1891), Перемиський, Самбірський і Сяноцький (1891—1896).

## Біографія
Народився 3 січня 1843 року в селі Смерековець Ясельського повіту на Лемківщині в сім'ї дяка-вчителя Григорія Пелеша та дочки пароха зі Ждині Іванни Щавинської.
Вчився спершу в Яслі, потім — у гімназіях у Пряшеві (I—IV класи) та Перемишлі (VII—VIII класи), іспит зрілості склав із відзнакою. Вивчав філософію та богослів'я у Відні, де в 1867 році прийняв рукоположення. 10 травня 1870 року отримав ступінь доктора теології у Віденському університеті.
З 17 червня 1870 року до 30 вересня 1872 р. був префектом студій у греко-католицькій Генеральній семінарії у Львові, катехитом у вірменській високій школі для дівчат і в учительській семінарії, екзортатором Академічної гімназії та екзаменатором на богословських іспитах. У вересні 1872 р. став професором пасторального богослів'я в Духовній семінарії в Перемишлі, а також просинодальним екзаменатором, референтом Консисторії та членом комісії для підготовки і видання катехитичних книжок. Співзасновник церковного місячника «Руський Сіон».
У 1874 році повертається до Відня, де протягом 1874–1883 років був парохом церкви святої Варвари й ректором греко-католицької Духовної Семінарії, а також катехитом-наставником престолонаслідника архикнязя Рудольфа Габсбурга, якого навчав української мови. У 1883 році о. Юліан Пелеш став архидияконом Львівської Митрополичої Капітули.
У 1885 році о. д-р Юліян Пелеш був у числі найбільш ймовірних кандидатів на Митрополита після відставки Йосифа Сембратовича, однак Папа Лев ХІІІ іменував Митрополитом Сильвестра Сембратовича.
У березні 1885 року Папа Лев ХІІІ видав буллу «De universo dominico grege» про утворення Станиславівської єпархії. Рішенням від 20 лютого 1885 року імператор Франц Йосиф I іменував, а Папа на таємній Папській Консисторії 27 березня 1885 року підтвердив та канонізував першим Станиславівським Єпископом о. д-ра Юліяна Пелеша.
27 березня 1885 р. о. д-р Юліян Пелеш прийняв у соборі Святого Юра у Львові єпископську хіротонію з рук Галицького Митрополита С. Сембратовича як святителя і Львівських Архиєпископів Северина Титуса Моравського (латинського обряду) та Ісаака Миколая Ісаковича (вірменського обряду) як співсвятителів. Нарешті, 10 січня 1886 р. єпископ Ю. Пелеш урочисто інтронізований. Станиславівський староста вручив єпископу Ю.Пелешу єпископські відзнаки. Був членом Крайового Галицького сейму. За скаргою Юліана Пелеша 26 березня 1889 р. апеляційний суд у Львові видав наказ не призначати українцям судові розгляди у дні, які припадали на їхні національні свята.
На Станиславівській кафедрі о. Юліян Пелеш пробув до 10 травня (в інших документах подається дата 12 листопада) 1891 року, тоді його перевели на перемиську катедру.
У 1891 році єпископ Ю. Пелеш був одним із ініціаторів Львівського провінційного синоду.
Помер 22 квітня 1896 року в Перемишлі.

## Наукові праці
Доктор Юліан Пелеш є автором «Учебника католицької релігії»(1876 р.), «Пастирського богословія» у 2-х томах (Відень, 1877, 2-е видання — 1885) , «Розправи о духовном урядовом стилі» (Відень, 1878), «Geschichte der Union der Ruthenischen Kirche mit Rom» («Історії унії руськой церкви з Римом» — у 2-х томах (Відень, 1880) та інших.

## Вшанування пам'яті
15 червня 2023 року у місті Івано-Франківськ вулицю Крайківського перейменували на вулицю Юліана Пелеша.